# Mustafa Bozdemir
Mustafa Bozdemir (* Ankara, Turecko) je turecký fotograf, vítěz soutěže World Press Photo of the Year 1984.

## Životopis
Svou kariéru zahájil v Ankaře v roce 1965 jako fotograf pro časopis Daily Ulus, zatímco studoval na Ankarské žurnalistické akademii, kde v roce 1975 promoval. Během své kariéry pracoval v řadě tureckých časopisů a od roku 1991 do roku 1998 byl tiskovým konzultantem tureckého ministerstva životního prostředí. 
V roce 1983 získal ocenění „Istanbul Journalists Association News Photo of the Year“ a „University of Missouri School of Journalism News Photo of the Year“ a také World Press Photo of the Year za fotografii pořízenou 30. října 1983, bezprostředně po zemětřesení v poblíž Erzurum a Kars. Na fotografii je žena Kezban Özer, jejíchž pět dětí bylo pohřbeno zaživa.